# جرارد اسکودا
جرارد اسکودا (انگلیسی: Gerard Escoda; ۲۶ مهٔ ۱۹۷۲ – ۲۷ ژانویهٔ ۲۰۲۳) بازیکن فوتبال اهل اسپانیا بود که در پست مهاجم بازی می‌کرد.